# Rhegminornis calobates
Rhegminornis calobates es una especie extinta de ave galliforme de la familia Phasianidae y único representante del género Rhegminornis. Vivió durante el Mioceno temprano. Fue descrita por Alexander Wetmore en 1943.